# مايكروسوفت شير بوينت ديزاينر
مايكروسوفت شير بوينت ديزاينر (بالإنجليزية: Microsoft SharePoint Designer (SPD))‏، هو برنامج محرر HTML متوقف مجاني لإنشاء أو تعديل مواقع مايكروسوفت شير بوينت ومهام سير العمل وصفحات الويب. إنه جزء من عائلة منتجات مايكروسوفت شير بوينت. يعد SharePoint Designer 2007 جزءًا من عائلة Microsoft Office 2007، ولكنه غير مضمن في أي من مجموعات مايكروسوفت أوفيس. يعد SharePoint Designer 2013 هو الإصدار الأخير من هذا المنتج.